# Jarkovice
Jarkovice (in tedesco: Jarkowitz) è un villaggio, parte della città di Opava nella Regione di Moravia-Slesia, Cechia. Il villaggio, situato nei Nízký Jeseník nella zona catastale con lo stesso nome, fa parte del registro e parte della città di Vlaštovičky.